# Jatwingergymnasium Alytus

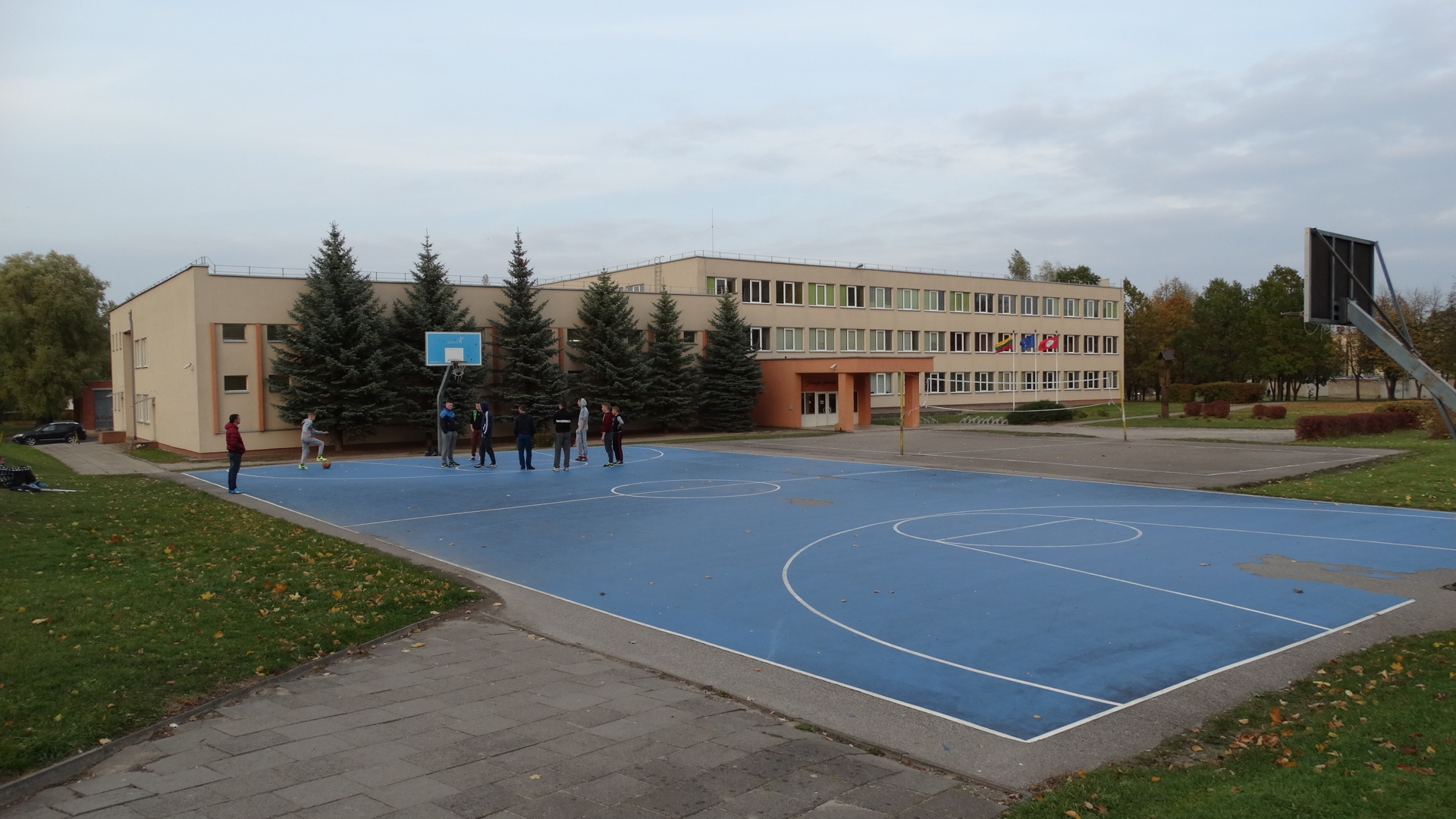
Schulstadion

Das Jatwingergymnasium Alytus (lit. Alytaus Jotvingių gimnazija) ist ein allgemeinbildendes Gymnasium der litauischen Stadt Alytus im Bezirk Alytus. Neben den allgemeinen Fächern wird auch Theater, Wirtschaftskunde, Choreografie und  Mechanik unterrichtet. Zu den Fremdsprachen gehören Englisch, Russisch, Französisch und Spanisch. Das Gymnasium arbeitet mit der Technischen Universität Vilnius und mit der Universität Vilnius zusammen.

## Geschichte
1980 wurde die 9. Sekundarschule Alytus (Alytaus 9-oji vidurinė mokykla) in Sowjetlitauen gegründet. 1984 gab es den ersten Abiturientenjahrgang. 1995 wurde eine Klasse mit dem besonderen Bildungsschwerpunkt Geisteswissenschaften eingerichtet. 1996 bekam die Schule den Namen Jotvingių, benannt nach  Jatwinger, einem westbaltischen Stamm in Südlitauen. Seit April 1997 feiert man den Namenstag der Schule.
1998 wurden die realgymnasialen Klassen errichtet. 1999 gab es die ersten Absolventen der gymnasialen Klassen. 2000 wurde der Status eines Gymnasiums verliehen. 2001 gab es den ersten Abiturientenjahrgang des Gymnasiums. Im April 2005 unterzeichnete man einen Kooperationsvertrag mit der Universität Vilnius.  Im September 2007 gründete man ein Schauspielstudio, geleitet von zwei Regisseuren.  2010 wurde das Gymnasium renoviert.
Seit 2011 gibt es nur die gymnasialen Klassen 9.–12. (I–IV), die Hauptschulbildungsklassen wurden abgeschafft. Seitdem Schuljahr 2016/2017 gibt es die Technische Klasse (VGTU-Klasse).
Im Mai 2022 wurden 89 Mitarbeiter am Gymnasium beschäftigt.

## Technische Klasse
Am Gymnasium gibt die STEAM SCHOOL und seit 2016 die sog. Klasse der Technischen Universität Vilnius (VGTU), litauisch VGTU Klasė. Hier werden die Kenntnisse in exakten, technischen Wissenschaften, Ingenieur- und Naturwissenschaften vertieft und in der praktischen Arbeit angewendet. Gymnasiasten hören Vorlesungen von Universitätslehrern, führen praktische und Laborarbeiten nicht nur am Gymnasium, sondern auch in Universitätslabors, angeleitet von Hochschullehrern, durch. In dieser Klasse können die Schüler die Beratung erhalten und, wenn sie sich für ihre Abschlussarbeit entschieden haben, sich individuell mit den Lehrern zu beraten.
Die Schüler der VGTU-Klassen, die am Unterricht teilgenommen haben, erhalten Abschlusszertifikate, sie geben bei der Zulassung an der VGTU einen zusätzlichen Punkt. Im Juni 2022 gab es den dritten Jahrgang der VGTU-Klasse.

## Absolventen
- Nerijus Cesiulis (* 1981), Politiker, Bürgermeister von Alytus
- Ieva Budraitė (* 1992),  Politikerin, Leiterin der Grünenpartei Litauens